# Фазыл Ахмед-паша мечеть
Фазыл Ахмед-паша мечеть или Чёрная мечеть или Мечеть Пашина — мечеть, расположенная в город Велес, Северная Македония.

## История
Эта мечеть, несмотря на свой непритязательный вид, занимает важное место в истории Османской империи. Ее создал единственный великий визирь, сменивший своего отца на посту правителя империи. Она также была построена в городе, названном в честь главного бога славянского пантеона — Велес.
Согласно легенде, великий визирь воздвиг мечеть в память о своей единственной дочери. Мечеть носит другое название — Чёрная мечеть, то ли из-за грусти отца по дочери, то ли из-за черного камня, из которого построен храм.
Мечеть олицетворяет болгарский дух религиозной терпимости. Фазыл Ахмед-паша вошел в историю как мудрейший правитель Османской империи, после чего начался ее постепенный упадок. Сам франко-османский стратегический союз гарантировал процветание Людовику XIV и классической Франции во времена Фазиля Ахмет-паши. Это историческое время в истории Болгарии воссоздано в романе Антона Дончева «Час выбора».